# Pierre Pascal (storico)
Pierre Pascal (Issoire, 22 luglio 1890 – Neuilly-sur-Seine, 1º luglio 1983) è stato uno storico, slavista e traduttore francese.

## Biografia
Figlio di un professore della Terza Repubblica, studiò al lycée Hoche di Versailles poi al Janson-de-Sailly e al Louis-le-Grand di Parigi.
Nato in una famiglia non religiosa, scoprì la fede attraverso la lettura di Bossuet e divenne così un fervente cattolico. Si appassionò alla lingua russa dopo la lettura di Au pays russe di Jules Legras e nel 1911 si recò a San Pietroburgo per studiare negli archivi l'epistolario di Joseph de Maistre. Scoppiata la prima guerra mondiale, raggiunse la missione militare francese presso il Quartier generale russo e ricevette una decorazione dallo zar Nicola II.
Convinto che il colpo di Stato d'ottobre fosse la continuazione della rivoluzione di febbraio, divenne un convinto sostenitore del bolscevismo; egli riteneva che i bolscevichi avrebbero rimosso gli ostacoli borghesi davanti alla rivoluzione popolare. Ma non fu un marxista. Egli si definì piuttosto un "bolscevico cattolico".
Nel 1920, a Mosca, fu segretario del gruppo comunista anglofrancese, sciolto poi l'anno seguente e, pur essendo di fede cattolica, spedì in Francia degli articoli che esaltavano la rivoluzione sovietica. Lavorò come traduttore al Comintern, almeno fino alla morte di Lenin, e in quel periodo strinse amicizia con il delegato del PCF a Mosca Boris Souvarine.
Non mancarono critiche al governo. Nel descrivere la terribile fame che nel 1921 devastò una ventina di province in Russia e colpì circa trenta milioni di persone, Pascal accusò le autorità di avere saccheggiato sistematicamente, sin dal 1918, le campagne per nutrire le città, in primo luogo l'esercito, la polizia e gli alti funzionari.
Nel 1922, si recò in Italia, come traduttore della delegazione mandata a rappresentare la Russia alla Conferenza di Genova.
Dopo la rivolta, soffocata nel sangue, del marinai di Kronštadt, i dubbi circa la bontà del comunismo cominciarono ad assillarlo e iniziò a osservare intorno a sé una serie di fenomeni preoccupanti: l'aumento della delinquenza, della prostituzione, della disoccupazione, la rinascita dell'antisemitismo, l'indifferenza del popolo per la lotta in corso al vertice del Partito.
Agli inizi degli anni trenta, le repressioni staliniane coinvolsero anche alcuni suoi amici e la famiglia della sua compagna, Evgenia Roussakova. Ciò lo spinse a far ritorno in Francia.
Si stabilì a Parigi nel marzo 1933. Traduttore di autori russi, tra tutti Dostoevksij, pubblicò anche saggi di analisi letteraria. Divenuto professore all'École nationale des langues orientales vivantes poi alla Sorbonne, abbandonò pubblicamente il movimento comunista quando si seppe delle purghe staliniane (1936-1937). Si dedicò al lavoro di traduttore e alla stesura di libri sulla storia della Russia, con particolare attenzione verso gli aspetti religiosi.
Negli anni 1950-1970, sostenne diversi dissidenti, tra cui Boris Pasternak e Solženicyn.

## Opere
(elenco parziale)
- En Russie rouge, Librairie de l’Humanité, 1921.
- Avvakum et les débuts du Raskol: La crise religieuse au XVIIe siècle en Russie, 1938.
- Histoire de la Russie des origines à 1917, PUF, 1946. Trad. it.: Storia della Russia : dalle origini al 1917, traduzione di Francesca Paola Baroffio, Milano, Garzanti, 1953.
- Dostoïevski et Dieu, Desclée de Brouwer, 1969.
- La Religion du peuple russe, L'Âge d’Homme, 1969—1973.
- Civilisation paysanne en Russie, L'Âge d’Homme, 1969.
- Dostoïevski, l'homme et l'œuvre, L'Âge d'Homme, 1970. Trad. it.: Dostoevskij : L'uomo e l'opera, traduzione di Anna Maria Marinelli, Torino, Einaudi, 1970.
- La Révolte de Pougatchëv, Gallimard, 1973.
- Mon journal de Russie, Éditions L'Âge d’Homme, 1975—1977 (4 volumes: I 1916—1918, II En communisme, III Mon État d'âme, IV Russie 1927).